# Джарред Терелл
Джарред Терелл (англ. Jared Terrell; нар. 10 лютого 1995, Веймаут, Массачусетс, США) — американський професійний баскетболіст грав на позиції атакуючого захисника, гравець «Хапоель».

## Старша школа
Народився в Уеймут, штат Массачусетс . Крім нього, у сім'ї двоє братів, Ройс II та Джордан. Кар'єру на рівні старшої школи розпочав у Веймуті, в середньому набираючи 11 очок за матч. У другому сезоні вже набирав по 16 очок за матч та допоміг команді виступити у Конференції Бей Стейт, дивізіон Кері, де вона виступила з результатом 18-4. У наступному сезоні Террелл перейшов у школу Нью-Гемптон, де його одноклубником був Ноа Вонле. Однак час, проведений у Нью-Гемпширі гравець згадує лише як низку травм, у результаті знову перехід, цього разу до Академії Брюстера. Тут Террелл набирав у середньому 14,5 очка, здійснював 5 підбирань і віддавав по 3 результативні передачі. Він привів команду до титулу у Новій Англії та став MVP турніру. Спочатку збирався виступати за «Оклахома Стейт» . Проте потім передумав і прийняв запрошення Род-Айленда.

## Кар'єра в коледжі
Незважаючи на чотири програшних сезони поспіль до приходу Террелла, Ремс завершили свій перший курс із результатом 23-10 і досягли NIT. Його включили до All-Atlantic 10 Rookie Team. Будучи другокурсником, він набирав у середньому 13,6 очка за гру в команді 17-15. Результати Террелла дещо знизилися в молодшому віці до 12,6 очок за гру, але Ремс завершили з результатом 25-10 і вийшли на турнір NCAA.
У вересні 2017 року в Террелла народився син Джаред-молодший. 27 листопада Террелл набрав рекордні за кар'єру 32 очки в перемозі над Сетон Холом (75-74) і виграв за 5,2 секунди до кінця. Будучи старшим, він очолював Род-Айленд у результативності з 16,8 очками за гру. Він був призначений до першої команди All-Atlantic 10 як старший. Террел привів Рамс до рекорду 26-8 і участі в турнірі NCAA, де вони обіграли Оклахому, відстаючи від Террелла на 13 очок. Род-Айленд поступився у другому раунді Дюку, незважаючи на те, що Террелл набрав 10 очок.

## Професійна кар'єра
Террелл подавав кандидатуру на Драфт НБА 2018 року, проте залишився не обраним. Тим не менш, клуб «Міннесота Тімбервулвз» запропонував йому контракт, за яким він одночасно був гравцем команди Ліги розвитку НБА «Айова Вулвз». Згідно з умовами контракту, клуб, який має права на гравця, може будь-якої миті заявити його на матчі основної команди.
2019 розпочалася європейська кар'єра спортсмена; пів сезону виступав у чемпіонаті Ізраїлю, де виступав за Хапоель Ейлат.
Після невдалої поїздки в Ізраїль другу частину сезону розпочинає в Суперлізі України, де підписав контракт з Дніпром. Провів 12 матчів, у яких в середньому заробив 20 очок, 3.3 підберань, 2.3 передачі. Дніпро став чемпіоном України і переможцем кубку Суперліги, вніс вагомий вклад у чемпіонство. Став MVP Суперліги..
Сезон 2020—2021 прозпочав в Дніпрі, провів  44 матчах в середньому заробив (13.6 очок, 2.8 підберань, 2.2 передачі). Але медалі виборити невдалося програли в плей-офф півфіналі Прометею 3-1 в серії.
Новий сезон 21-22 розпочав в Туреччині де підписав контракт з Тюрк Телекомом, але не став клучовим гравцем команди. І в середині сезону переходить в Хапоель з Ейлату. Де проводить другий сезон.

## Досягнення

### Україна
- Українська ліга Чемпіон : 2020.

- Кубок Суперліги Переможець : 2020.

### Індивідуальні нагороди
- MVP Суперліги 2020.

- Найцінніший гравець НБА 2019.

## Статистика за матч
| НБА                  |                       |    |      |      |     |     |     |
| 2018-2019            | Міннесота Тімбервулвз | 14 | 7.9  | 2.2  | 0.4 | 0.9 | 0.2 |
| Джі-Ліга             |                       |    |      |      |     |     |     |
| 2018-2019            | Айова Вулвз           | 32 | 31.9 | 15.3 | 4.0 | 2.3 | 1.6 |
| Прем'єр-ліга Ізраїлю |                       |    |      |      |     |     |     |
| 2019-2020            | Хапоель Ейлат         | 18 | 30.5 | 14.0 | 2.8 | 2.7 | 2.7 |
| Суперліга            |                       |    |      |      |     |     |     |
| 2019-2020            | Дніпро                | 12 | 22.7 | 20.0 | 3.3 | 2.7 | 1.7 |
| 2020-2021            | Дніпро                | 45 | 24.1 | 13.3 | 2.8 | 2.1 | 1.0 |
| Суперліга Туреччини  |                       |    |      |      |     |     |     |
| 2021-2022            | Тюрк Телеком          | 7  | 19.1 | 10.0 | 2.0 | 1.0 | 1.4 |
| Прем'єр-ліга Ізраїлю |                       |    |      |      |     |     |     |
| 2022-2023            | Хапоель Ейлат         | 18 | 28.1 | 11.2 | 2.3 | 3.1 | 0.7 |